# Faussar
El Faussar era una espada -o tipo de espadas- altomedieval a dos manos que se asemejaba mucho a un cuchillo o scramaseax muy largo y que no tenía guardas ni gavilanes. Además, aparece en muy pocas fuentes históricas, siendo una de ellas la Biblia de Maciejowski, por lo que lleva a muy difícil definición.

## Orígenes del Faussar

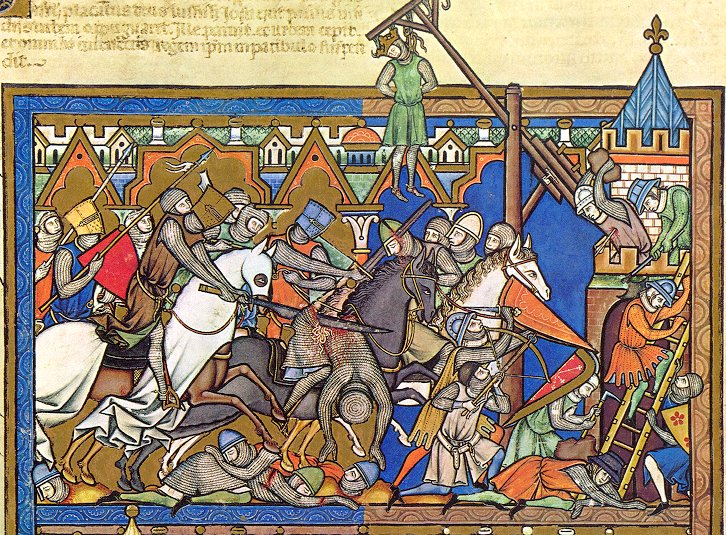
Lámina de la Bibilia de Maciejowski (Del año 1250) en la que se puede apreciar un Faussar.

Esta espada parece ser originaria de desarrollos muy anacrónicos que se estancaron y desaparecieron poco después de su aparición. Durante algún tiempo se creyó que databan del siglo XIII basándose en el año en el cual se escribió la Biblia de Maciejowski, pero otras fuentes hacen referencia a esta familia de armas bastardas en escritos de ciertas cruzadas, lo que podría situar su periodo de aparición hacia el siglo XII o antes. Hoy sabemos que como muy tarde, ya existían en el siglo XII, ya que en el Codex Calixtinus de Santiago de Compostela, concretamente en el volumen dedicado a Carlomagno (Historia Turpini), datado en el año 1140 aproximadamente, aparece una imagen representando dicha arma.
- Datos: Q2548998